# ギャラクティカ (宇宙空母ギャラクティカ)
ギャラクティカ(Galactica)は、米国のSFテレビドラマシリーズおよび映画『宇宙空母ギャラクティカ』に登場する架空の宇宙空母。

## 各シリーズにおけるギャラクティカ

### 『宇宙空母ギャラクティカ』（1978年版）
『宇宙空母ギャラクティカ』（1978年版、以下『宇宙空母』）では、機械化種族サイロン帝国との1000年戦争中期に建造された、惑星カプリカ所属の宇宙空母で、コロンビア級の三番艦とされる。物語冒頭でサイロン帝国との和平交渉のため12惑星連合艦隊旗艦である「アトランティア」と他の三隻の空母「アクロポリス」、「パシフィカ」および「コロンビア」とともにサイロンの指定したシミター星宙域に向かっていた。
その途上、シミター星ガス雲にまぎれて艦隊に接近したサイロン大船団による奇襲を受ける。他の空母が次々とサイロン機の猛攻を受け、旗艦アトランティアまで撃沈される事態のなか、アダマ司令官の機転によりいち早く戦闘体制を整えたギャラクティカのみが応戦することができた。アダマ司令官はサイロン奇襲の本当の目的が12植民惑星にあることを察知し、全滅に瀕した艦隊を離脱。一路惑星カプリカに急行した。途中、戦闘機隊を収容したが、生き残ったのは僅か67機。しかも内「ギャラクティカ」所属機は25機という惨状であった。結局、時すでに遅く惑星連合の崩壊を防ぐことができず、各惑星はサイロンの攻撃を受け多くの犠牲者が出ていた。その後、サイロンの総攻撃から生き残った220隻の民間宇宙船に5万人の人類を乗せて船団を組み、「ギャラクティカ」は船団を率いて、伝説の惑星「地球」を目指すこととなる。
最終的にサイロンの追跡を振り切り、20年の歳月を経て地球の存在する太陽系に到達する。ただし、文明が未熟な地球人との接触は混乱を招くという理由から、数名の兵士を派遣し地球人の精神的・技術的発展を促しつつ、現在は太陽系近くに待機し地球及び地球人を静かに見守っている。

### 『GALACTICA/ギャラクティカ』（2003年版）
『GALACTICA/ギャラクティカ』（2003年版、以下『GALACTICA』）では、コロニー艦隊第75宇宙空母群所属の空母（バトルスター）。初代艦長はサイラス・ナッシュ代将。現在の艦長はウィリアム・アダマ代将（後に少将に昇任）。副長はソール・タイ大佐。
50年前に勃発した第1次サイロン戦争の際に各コロニーを代表し建造された12隻の宇宙空母（オリジナル・バトルスター）のうち、カプリカを代表する空母である。第二次サイロン戦争勃発時には老朽化のため、近く退役しサイロン戦争関連資料を展示する博物館に改装される予定であった。
その退役記念式典の日、サイロンの奇襲攻撃により第2次サイロン戦争が勃発。各殖民惑星に核爆弾が降り注ぎ、他のコロニアル艦船が軍用オペレーションシステム｢コマンド・ナビゲーション・プログラム（CNP）｣に仕掛けられたバックドアプログラムによりサイロンのウイルス攻撃を受け、次々に行動不能となり破壊されていくなかで、ギャラクティカはアダマ艦長の方針によりCNPを実行せず、コンピュータネットワークもオフラインにして運行されていたためウイルスの影響を受けることはなかった。
唯一残存するコロニー軍の艦（実際は空母ペガサスを含め2隻）となったギャラクティカは、反撃のため弾薬補給及び修理のため停泊していたラグナー星コロニー軍補給基地で、殖民星から脱出してきたロズリン臨時大統領率いる民間宇宙船団と合流する。その後アダマ艦長はロズリンの説得などにより戦争での敗北を認め、人類として種の存続を優先すべきであるというロズリンの考えに同調。民間船を束ねコボル12コロニーの残存船団の防衛を担い、伝説でコボルを脱出した13部族の内、12コロニーに植民した部族と袂を分かった13番目の部族が向かったとされる伝説の惑星「地球」を目指し出発する。
その後、惑星ニューカプリカでの戦闘でペガサスを失い、ついに最後のコロニアル艦となった後も、長い航海の間に起こった数々の苦難を乗り越え船団を守り抜いた。しかし、元々艦齢50年を超える老朽艦であることに加え、サイロンとの戦闘や大気圏内へのFTLジャンプなど想定外の運用により次第に傷ついていき、やがて艦体構造分解の危機に瀕することになる。事実発覚後、同盟サイロンから生体金属を利用した補修を受けるものの状況は好転しなかった。
サイロン本拠地（コロニー）でのヘラ奪還作戦後、カーラ・スレイスが入力した座標にFTLジャンプを敢行。「地球」到着直後、ついに竜骨が折れ艦体は胴体部を中心に激しく損傷。かろうじて航行は可能なものの、修理もFTLジャンプも不可能となり、コロニアルの人々がテクノロジーを捨て地球に入植することになったことから、ギャラクティカは他の船団の宇宙船とともに放棄されることとなった。
最後は、アダマ提督の乗るバイパーに見送られ、CICに一人残ったファイナルファイブ・サンダースの操縦により船団の他の船と共に太陽へ突入した。なお、ミニシリーズ開始時点で右舷フライトポッドが博物館の展示スペースとしてすでに改装されており、艦載機の発着艦など航空機運用施設としての利用は不可能となっている。

## 仕様の違い
ギャラクティカの仕様については、『宇宙空母』と『GALACTICA』では、外観以外でも様々な違いがある。

### 外観
装甲表面構造
『宇宙空母』でのギャラクティカは平面の装甲板に大小の構造物が混在している。
『GALACTICA』でのギャラクティカは、装甲全面に溝が掘られたリブ（溝）構造となっており、突起物や構造物はあまり見受けられない魚の骨のような印象を受ける。また、胴体部や機関部、フライトポッドについても形状が異なる。実は、建造当時はこの溝部分には装甲板が取り付けられており、全体的に平面的なデザインであったことが、最新のスピンオフ作品「blood and chorme」で示されている。さらに、この装甲部分には退役時には排除されて存在しないが、多数の大口径艦砲及び対空機関砲が装備されていた。

### 武装
『宇宙空母』でのギャラクティカは、武装のほとんどがビームあるいはレーザー兵器である。
『GALACTICA』でのギャラクティカは、艦載砲から艦載機の固定兵装まで、全てが実体弾を射出する砲熕兵器である。またサイロン、人間共に核兵器を最大火力として使用している。

### ブリッジ
『宇宙空母』でのギャラクティカは、ブリッジ構造物が艦首部分に露出しており、ブリッジ内にビューワーが設置されている。
『GALACTICA』でのギャラクティカではブリッジは密閉式の作戦情報センター（CIC）となっており、艦の管制は、艦首部分内部にあると思われるCICで行われている。外部を目視するためのビューワーやモニターもない。外部状況はCIC中央部に設置されたDRADIS（現実世界のレーダー）コンソールモニターにより把握される。
ハンガーデッキから外部に伸びる発進チューブを通ってヴァイパー機をフライトポッドから射出する発進シークエンスは両者ともほぼ同じである。